# Mubariz Mansimov
Mubariz Mansimov (en azerbaïdjanais: Mübariz Mənsimov, légalement Mubariz Gourbanoghlou; né le 22 mars 1968) est entrepreneur né en Azerbaïdjan et fondateur de Palmali Group of Companies, une grande compagnie maritime, ainsi que du club de football azerbaïdjanais FK Khazar Lankaran

## Vie
Mansimov est né à Masalli, en Azerbaïdjan en 1968, dans une famille ouvrière. Il est diplômé de l'Académie navale de Bakou. Il était également un ancien marin et il possède toujours des armes anciennes composées de plus de 400 pièces, qui sont exposées dans ses bureaux à Istanbul.

## Carrière
Le groupe d'entreprises Palmali de Mansimov comprend la chaîne de télévision "Palhaber" et la radio "PAL FM" et PAL STATION.
Il est également propriétaire du club de football azerbaïdjanais de succès national Khazar Lankaran, qui a apporté une contribution importante à la région locale. Il a également une entreprise laitière nommée PALSUD.